# Roter Waldregenwurm
Der Rote Waldregenwurm (Lumbricus rubellus), auch Rotwurm oder Roter Laubfresser, ist ein naher Verwandter des Gemeinen Regenwurms – des Tauwurms (Lumbricus terrestris) – und findet sich häufig unter Falllaub, in alten Baumstümpfen (Totholz) und in humusreichen Böden. 

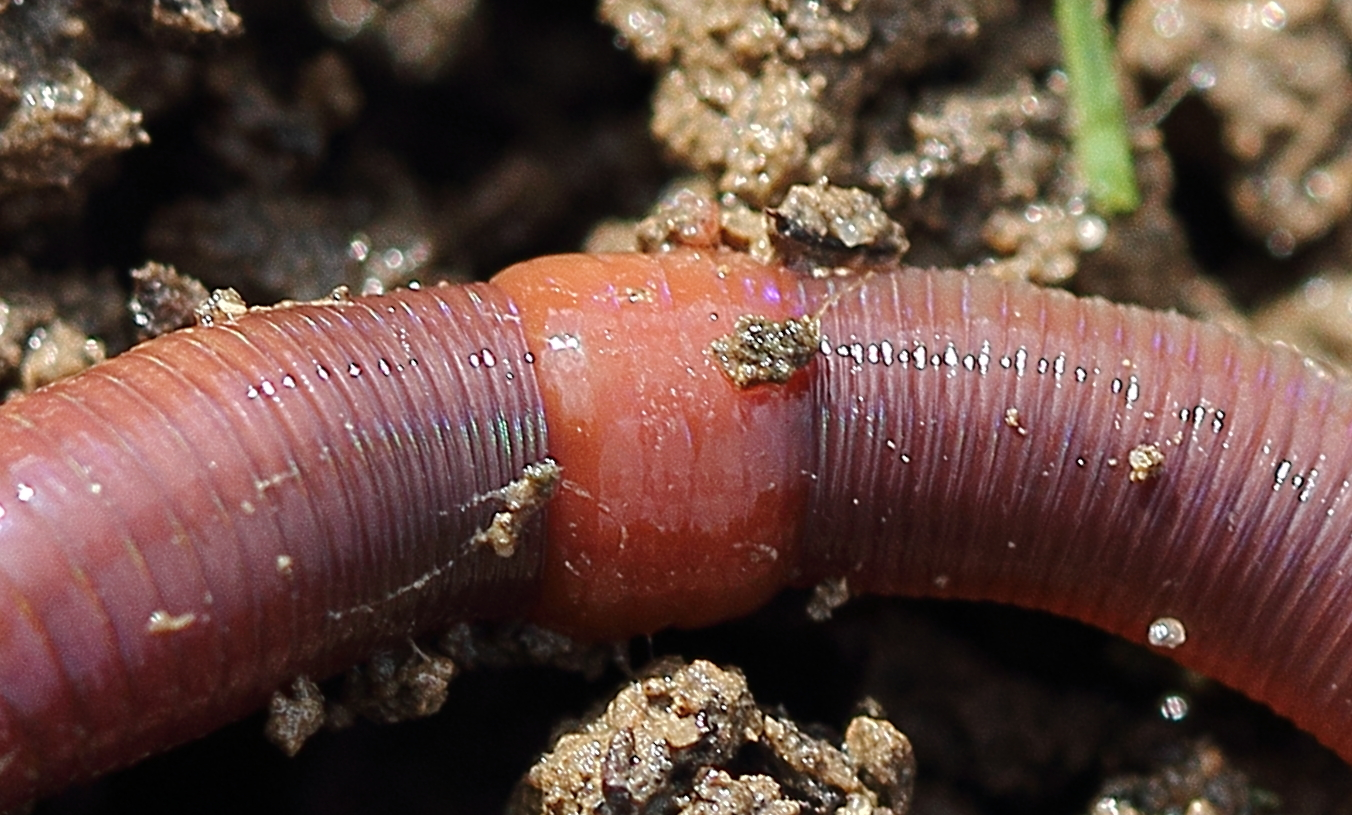
Das Clitellum des Roten Waldregenwurms umfasst das 26. bis 32. Segment

Der Rote Waldregenwurm hat eine Länge von 60 bis 150 mm, ist 4 bis 6 mm breit und hat ca. 100 Segmente. Das Clitellum reicht vom 26. bis zum 32. Segment. Die Farbe ist rotbraun, rot bis rotviolett, zum Körperende blasser werdend. Die ursprüngliche Heimat ist Europa, das Tier wurde jedoch durch den Menschen (zum Beispiel durch Pflanzerde oder als Köderwurm) über die ganze Welt verschleppt.

## Lebensweise
Ebenso wie der Kompostwurm (Eisenia fetida) ist der Rote Waldregenwurm in der Lage, noch relativ unzersetztes organisches Material pflanzlicher Herkunft zu verdauen und findet sich daher besonders nahe der Oberfläche unter Falllaub oder anderen Abfällen. Im Gegensatz zum Kompostwurm kann er Gänge im Erdboden bauen und auch in tiefere Schichten vordringen. Häufig findet man ihn im Wurzelbereich (Rhizosphäre) von Pflanzen. Der bevorzugte pH-Wert liegt im Bereich von 3,0 bis 7,7. Der Rote Waldregenwurm ist relativ frosttolerant. Wie auch andere Arten vom Lumbricus hat L. rubellus einen hohen Kalzium-Bedarf und bevorzugt daher kalkreiche Böden beziehungsweise Abfallmaterialien.

## Verbreitung und Nutzung
Eingeschleppt wurde der Rote Waldregenwurm unter anderem nach Kanada, in die Vereinigten Staaten, nach Chile und nach Australien. 
In den bis dahin regenwurmfreien Gebieten Nordamerikas verändert der Wurm die Zusammensetzung der Erde und löst damit eine Kaskade von Effekten aus. Durch diese Veränderungen ändert sich auch die mikrobiologische Zusammensetzung des Bodens, hat Einfluss auf Wirbellose, Wirbeltiere und die Entwicklung von Sämlingen. Dadurch werden ganze Pflanzengemeinschaften verändert und seltene Pflanzen gefährdet. 
Der Rote Waldregenwurm hat dort nur geringe bis keine wirtschaftliche Bedeutung. Er wird allerdings als Köderwurm von Anglern verwendet, besonders in Nordamerika. Nicht genutzte Würmer werden gewöhnlich auf den Boden ausgeschüttet und können sich so über weite Gebiete verbreiten. Deshalb findet man in Nordamerika besonders hohe Populationen in der Nähe von Seen. 
Der Rote Waldregenwurm trägt als Bodenverbesserer zur Fruchtbarkeit landwirtschaftlicher Nutzflächen bei. Auch als 'Kompostwurm' wird L. rubellus als sehr nützlich angesehen, im Handel findet sich aber vorzugsweise Eisenia fetida. In Indonesien und China wird L. rubellus neben anderen Wurmarten gezüchtet und zu Eiweißpulvern verarbeitet und als Nahrungsergänzungsmittel oder auch als Medizin verkauft. Wegen des hohen Gehaltes an Aminosäuren, hergestellt aus den enthaltenen Proteinen, eignet sich der Wurm auch zur Herstellung von hochwertigem Tier- und Fischfutter.